# Bob Newhart
George Robert Newhart, detto Bob (Oak Park, 5 settembre 1929 – Los Angeles, 18 luglio 2024), è stato un attore e comico statunitense.

## Biografia
Primo dei quattro figli di Julia Pauline Burns, casalinga, e di George David Newhart, idraulico, divenne noto per il suo stile impassibile e leggermente balbettante. Nel 1960 il suo album di monologhi comici, The Button-Down Mind di Bob Newhart, divenne un bestseller e raggiunse il numero uno nella classifica degli album pop di Billboard, giungendo ad essere il ventesimo album comico più venduto della storia. Anche l'album successivo, The Button-Down Mind Strikes Back!, fu un successo. In seguito Newhart iniziò a recitare, interpretando lo psicologo di Chicago Robert Hartley in The Bob Newhart Show negli anni '70 e poi il locandiere del Vermont Dick Loudon nella serie degli anni '80 Newhart. A lungo attivo anche come doppiatore, dette voce al personaggio di Bernie nei Classici Disney Le avventure di Bianca e Bernie (1977) e Bianca e Bernie nella terra dei canguri (1990).
Nel 1985 gli venne diagnosticata la policitemia.
Bob Newhart morì a Los Angeles il 18 luglio 2024 all'età di 94 anni.

## Vita privata
Sposò nel 1963 Virginia Quinn, da cui ebbe quattro figli: Robert, Courtney, Timothy e Jennifer. 

## Filmografia parziale

### Attore

#### Cinema
- L'inferno è per gli eroi (Hell Is for Heroes), regia di Don Siegel (1962)
- Milioni che scottano (Hot Millions), regia di Eric Till (1968)
- L'amica delle 5 ½ (On a Clear Day You Can See Forever), regia di Vincente Minnelli (1970)
- Comma 22 (Catch-22), regia di Mike Nichols (1970)
- E io mi gioco la bambina (Little Miss Marker), regia di Walter Bernstein (1980)
- In & Out, regia di Frank Oz (1997)
- Una bionda in carriera (Legally Blonde 2: Red, White & Blonde), regia di Charles Herman-Wurmfeld (2003)
- Elf - Un elfo di nome Buddy (Elf), regia di Jon Favreau (2003)
- Come ammazzare il capo... e vivere felici (Horrible Bosses), regia di Seth Gordon (2011)

#### Televisione
- L'ora di Hitchcock (The Alfred Hitchcock Hour) – serie TV, episodio 2x11 (1963)
- Capitan Nice (Captain Nice) – serie TV, episodio 1x14 (1967)
- The Bob Newhart Show – serie TV, 142 episodi (1972-1978)
- Bravo Dick (Newhart) – serie TV, 184 episodi (1982-1990)
- Bob – serie TV, 33 episodi (1992-1993)
- E.R. - Medici in prima linea (ER) - serie TV, 3 episodi (2003)
- The Librarian - Alla ricerca della lancia perduta (The Librarian: Quest for the Spear), regia di Peter Winther - film TV (2004)
- Desperate Housewives - serie TV, 3 episodi (2005)
- The Librarian 2 - Ritorno alle miniere di Re Salomone (The Librarian: Return to King Solomon's Mines) - Film TV (2006)
- The Librarian 3 - La maledizione del calice di Giuda (The Librarian: Curse of the Judas Chalice), regia di Jonathan Frakes - Film TV (2008)
- NCIS - Unità anticrimine (NCIS) - serie TV, episodio 8x12 (2011)
- The Big Bang Theory - serie TV, 6 episodi (2012-2019)
- The Librarians - serie TV, 3 episodi (2014-2017)
- Young Sheldon - serie TV, 3 episodi (2017-2020)

### Doppiatore
- Le avventure di Bianca e Bernie (The Rescuers), regia di Wolfgang Reitherman, John Lounsbery e Art Stevens (1977)
- Bianca e Bernie nella terra dei canguri (The Rescuers Down Under), regia di Hendel Butoy e Mike Gabriel (1990)
- Rudolph, il cucciolo dal naso rosso (Rudolph the Red-Nosed Reindeer: The Movie), regia di William R. Kowalchuk (1998)
- I Simpson (The Simpsons) - serie TV, 1 episodio (1996)

## Doppiatori italiani
Nelle versioni in italiano delle opere in cui ha recitato, Bob Newhart è stato doppiato da:
- Giorgio Lopez in The Librarian - Alla ricerca della lancia perduta, The Librarian 3 - La maledizione del calice di Giuda, The Librarians (serie TV)
- Manlio De Angelis in In & Out, Elf - Un elfo di nome Buddy
- Carlo Valli in The Big Bang Theory, Young Sheldon
- Massimo Turci in L'inferno è per gli eroi
- Sergio Tedesco in L'amica delle 5 ½
- Pietro Biondi in E io mi gioco la bambina
- Alarico Salaroli in Bravo Dick
- Elio Pandolfi in Bob
- Michele Kalamera in E.R. - Medici in prima linea
- Vittorio Congia in Desperate Housewives
- Dante Biagioni in Five
- Vittorio Stagni in NCIS - Unità anticrimine
- Valerio Ruggeri in Come ammazzare il capo... e vivere felici

Da doppiatore è stato sostituito da:
- Marcello Tusco in Le avventure di Bianca e Bernie
- Guido Sagliocca in Bianca e Bernie nella terra dei canguri
- Fabrizio Temperini in Rudolph, il cucciolo dal naso rosso

## Riconoscimenti
- Grammy Awards 1961: Miglior artista esordiente
- 2013- Emmy Awards: Miglior attore guest-star in una comedy per il ruolo di Arthur Jeffries (Professor Proton) in The Big Bang Theory (CBS).[3]